# 筒井亮喜
筒井 亮喜（つつい りょうき、1990年4月30日 - ）は、福岡県福岡市出身の元ハンドボール選手。

## 経歴
福岡国際大学時代は2011年の福岡県学生ハンドボール選手権大会で敢闘賞を受賞。
2012年は第21回九州学生ハンドボールリーグ春季大会で優秀選手に選ばれ、秋季大会ではリーグトップの45得点を記録し、2季連続で優秀選手に選ばれた。
2014年に日本ハンドボールリーグの北陸電力へ加入。背番号は「2」。
2016年にフレッサ福岡へ移籍。背番号は「2」。
2018年に古巣の北陸電力へ復帰。背番号は「22」。2020-2021年シーズンをもって現役を引退した。

## 詳細情報

### 年度別成績
| 年       | チーム   | 試合 | フィールド 得点 | 率   | 7m  | 合計   | 警告 | 退場 | 失格 |
| -------- | -------- | ---- | --------------- | ---- | --- | ------ | ---- | ---- | ---- |
| 2014-15  | 北陸電力 | 15   | 18/50           | .360 | 0/0 | 18/50  | 1    | 0    | 0    |
| 2015-16  | 北陸電力 | 16   | 53/109          | .486 | 0/0 | 53/109 | 8    | 6    | 0    |
| 2018-19  | 北陸電力 | 20   | 10/26           | .385 | 0/0 | 10/26  | 1    | 1    | 0    |
| JHL：3年 | JHL：3年 | 51   | 81/185          | .438 | 0/0 | 81/185 | 10   | 7    | 0    |

- 各年度の太字はリーグ最高

### 記録

#### 日本ハンドボールリーグ
- フィールドゴール初得点：2014年11月3日、対大同特殊鋼戦（高松市香川総合体育館）[8]

### 背番号
- 2 (2014年 - 2018年)
- 22 (2018年 - 2021年)